# Tore Widén
Tore Widén, född 31 oktober 1895 i Örebro, död i juni 1976 i Stockholm, var en svensk ingenjör och affärsman. 
Widén var son till grosshandlare Anders Widén och Anna Eriksson. Han anställdes i Swedish Match (STAB) 1915. 1923-1931 arbetade han på STAB:s dotterföretag i Indien med säte i Bombay där han ansvarade för samtliga indiska fabriker. Under denna period var Widén även verksam i Burma och Egypten. 1931-1942 arbetar Widén på STAB i Polen och var i egenskap av fabrikschef och direktör Carl Herslows närmaste man. 
Widén ingick i en grupp av industrimän med koppling till STAB, Asea och LM Ericsson, senare benämnd ”Warszawasvenskarna”, som under andra världskriget smugglade pengar och dokument åt den polska motståndsrörelsen.
Vid krigets utbrott evakuerades Widén tillsammans med övriga svenskar i Warszawa till Sverige, men valde i december 1939 att, tillsammans med bland andra Herslow, frivilligt återvända till Polen i syfte att försöka tillvarata Tändsticksbolagets intressen under tyska ockupationen.
Widén arresterades i Warszawa den 19 juli 1942 misstänkt för spioneri, sedan tyska Gestapo hade fått upp spåret på Warszawasvenskarna. Han fördes till det beryktade Pawiak-fängelset i Warszawa-ghettot och bevittnade under sin korta vistelse där fruktansvärda brott mot judar och polacker. I augusti förs Widén till Gestapos högkvarter på Prinz-Albrecht-Strasse i Berlin och förhörs sedan dagligen under fem månader. Widén dömdes till döden för spioneri den 1 juli 1943 i Berlin. På vädjan av kung Gustaf V hos Adolf Hitler skjuts avrättningen först upp i augusti 1943 och omvandlas sedan till livstids ”tukthusstraff” påföljande månad. 
Gustav V, Heinrich Himmlers massör Felix Kersten, industrimagnaten Jacob Wallenberg och chefen för tyska kontraspionaget Walter Schellenberg spelade under olika perioder nyckelroller i att rädda Widén och övriga Warszawasvenskar från avrättning och att till slut få dem frigivna. Tore Widén ingick i den sista gruppen av Warszawasvenskar som frigavs den 17 december och flögs till Stockholm-Bromma flygplats den 22 december 1944. 
Liksom i fråga om övriga Warszawasvenskar, belade regeringen Tore Widén med livslång tystnadsplikt om sina förehavanden i Warszawa under tyska ockupationen. 
Widéns situation var särskilt känslig i ett visst avseende eftersom hans fru Ivy Elfrida Widén och barn vid tidpunkten för arresteringen var engelska medborgare. De hade förts till England kort före krigets utbrott. Regeringen och andra involverade i ansträngningarna att rädda Warszawasvenskarnas liv fruktade att Tore Widén skulle drabbas hårdare än övriga arresterade om Gestapo fick reda på att han var gift med fienden. All kommunikation med Ivy Elfrida från Sverige och svenska legationen i Berlin förbjöds därför och hon fick först efter Widéns frigivning kunskap om sin mans öde.
Widén fortsatte att arbeta för STAB efter hemkomsten till Sverige. 1951 fick han ansvar för att starta upp en ny verksamhet i New Orleans, USA.